# Kościół Objawienia Pańskiego w Prenach
Kościół Objawienia Pańskiego w Prenach – katolicki kościół w Prenach (Litwa, okręg kowieński, rejon preński).
Kościół zbudowano w 1750 z drewna. W 1875 dokonano przebudowy, w czasie której dobudowano transept.
Kościół trójnawowy z transeptem, na planie krzyża greckiego. Ramiona transeptu  oraz prezbiterium  wielobocznie zamknięte. Po bokach fasady znajdują się dwie wieże z barokowymi hełmami. Między wieżami jest trójkątny fronton. Na każdym końcu dachu (nad fasadą, ramionami transeptu oraz prezbiterium) wznoszą się niewielkie wieżyczki.
Wnętrze kościoła w stylu barokowym zawiera 5 ołtarzy oraz cenne rzeźby z XVIII wieku.

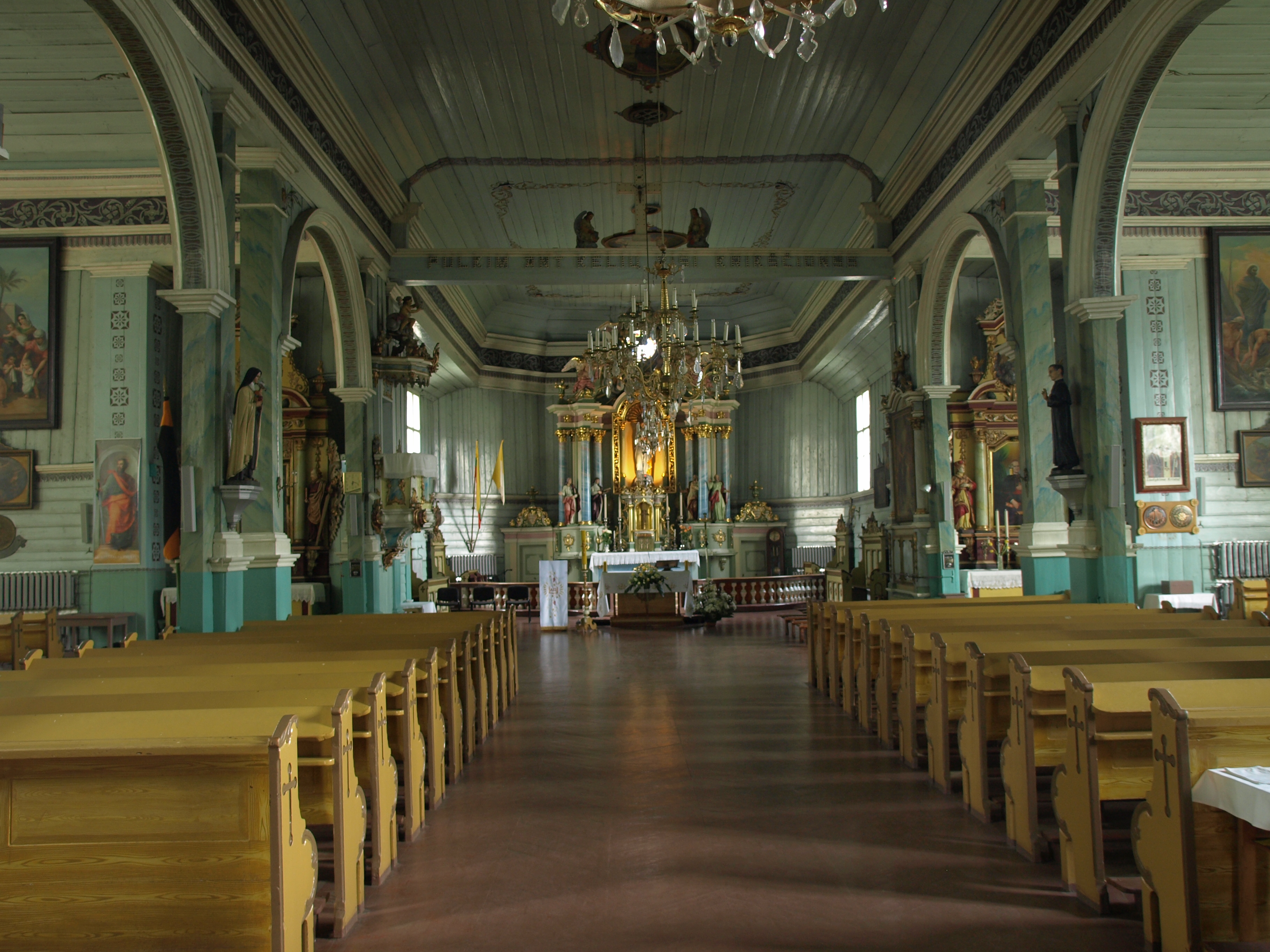
Wnętrze kościoła

W 2008 Poczta litewska wydała znaczek z widokiem kościoła w Prenach